# Storia di Giuseppe il falegname
La Storia di Giuseppe il falegname è un testo apocrifo conservatosi in lingua copta (boairico e saidico) e araba ma probabilmente redatto inizialmente in greco, databile in maniera incerta al VI secolo o ai secoli immediatamente successivi. Nella prima parte si tratta di una rielaborazione del materiale presente nel Protovangelo di Giacomo e nel Vangelo dell'infanzia di Tommaso relativamente al matrimonio tra Giuseppe e Maria. La parte successiva è relativa alla morte di Giuseppe e rappresenta un contributo originale.

## Autore e data
La Storia di Giuseppe il falegname non presenta una esplicita attribuzione pseudoepigrafa. Nel c. 30 l'autore si include nella cerchia degli apostoli rimanendo però anonimo.
Circa l'effettiva data di composizione, essa non è facilmente determinabile data la disponibilità di soli testimoni recenti copti e arabi, che però tradiscono filologicamente una dipendenza da un originale greco andato perduto. Nel cap. 17 è presente un richiamo a un episodio narrato nel Vangelo arabo dell'infanzia, ma anche la datazione di questo apocrifo è particolarmente incerta, oscillando tra il VI e XIII secolo. Lo stesso periodo o un'epoca immediatamente posteriore va dunque ipotizzato per la Storia di Giuseppe il falegname.

## Tradizione manoscritta
La Storia di Giuseppe il falegname ci è pervenuta attraverso 3 redazioni:
- boairica (dialetto copto del basso Egitto), pubblicato nel 1876 da E. Revillout dal codice Vaticano 66-2;
- saidica (dialetto copto dell'alto Egitto), composta di 3 frammenti incompleti:
  - fr. Museo Borgia 116 (cc. 4-8);
  - fr. British Museum Orient 3581 b 11 (cc. 13-15);
  - fr. Museo Borgia 121 (cc. 13-24);
- araba, pubblicata nel 1712 da G. Wallin dal manoscritto della Bibl. Reale di Parigi 432.

## Contenuto

### Primo matrimonio e matrimonio con Maria
- prologo. Questo è il trapasso di Giuseppe il falegname, morto a 111 anni il 26 Epep (20 luglio).
- 1. Gesù predica sul Monte degli Ulivi ai discepoli. "Vi voglio raccontare la vita di mio padre Giuseppe".
- 2. Giuseppe di Betlemme, sposato con una donna e con 4 figli (Giuda, Joseto, Giacomo e Simeone) e 2 figlie (Lisia e Lidia). Muore la moglie.
- 3. Maria cresciuta nel tempio. I sacerdoti le cercano un marito.
- 4. Convocata la tribù di Giuda e la sorte cade su Giuseppe. Giuseppe parte per lavoro. Maria trascorre 2 anni nella sua casa.
- 5. “Al 14º anno della sua età venni io, di mia propria volontà, ad abitare in lei”. Al terzo mese di gravidanza ritorna Giuseppe, che resta turbato.
- 6. L'arcangelo Gabriele appare in sogno a Giuseppe e lo rassicura.
- 7. Censimento di Augusto. Vanno a Betlemme (?) e Maria partorisce.
- 8. Erode il Grande, padre di Archelao che fece decapitare Giovanni (in realtà fu Erode Antipa) cerca di uccidere Gesù. Fuga in Egitto fino alla morte di Erode.
- 9. Ritorno a Nazareth.
- 10. Salute e vigore di Giuseppe nonostante i suoi 111 anni.
- 11. Si sposano Joseto, Simeone e le figlie (Giuda?). Rimane in casa solo Giacomo, il minore.

### Morte di Giuseppe
- 12. Giuseppe si ammala e un angelo gli annuncia la morte entro l'anno.
- 13. Preghiera di Giuseppe per una buona morte.
- 14. Ritornando Giuseppe a Nazareth, dove abitava, si ammala. Aveva 40 anni all'epoca del primo matrimonio, la moglie morì dopo 49 anni. Passa un anno da solo. Al 3º anno da quando ha preso in casa Maria nasce Gesù. Maria allora quindicenne.
- 15. All'alba del 26 Epep (20 luglio) Giuseppe a letto colto da dolore.
- 16. Suo lamento.
- 17. Dialogo tra Gesù e Giuseppe.
- 18. Dialogo tra Maria e Giuseppe.
- 19. Agonia di Giuseppe.
- 20. Diventa freddo. Lamento dei figli di Giuseppe.
- 21. Gesù guarda a sud e vede la Morte seguita da Amente (l'oltretomba) e dal diavolo e dai suoi seguaci. Giuseppe spira, Gesù minaccia il diavolo e il suo seguito.
- 22. Preghiera di Gesù al Padre per intercedere per Giuseppe.
- 23. Gli angeli avvolgono l'anima di Giuseppe nella seta e la presentano al Padre.
- 24. Gesù annuncia ai fratelli la morte e la beatitudine di Giuseppe.
- 25. Gesù lava il corpo di Giuseppe.
- 26. Preghiera di Gesù.
- 27. Sepoltura di Giuseppe.
- 28. Pianto e lamento di Gesù.
- 29. Richiamo alla perfetta salute di Giuseppe fino al giorno della malattia.
- 30. “Quando noi apostoli avemmo udito tali cose dal nostro Salvatore, fummo pieni di letizia”. Elogio degli apostoli per Giuseppe.
- 31. Elogio di Gesù per Giuseppe. Paragone tra l'ascensione di Enoch ed Elia e la morte di Giuseppe.
- 32. Conclusione.

## Critica
Circa le fonti della Storia di Giuseppe il falegname, la prima parte (cc. 1-11) risente evidentemente della narrazione contenuta negli altri apocrifi dell'infanzia, in primis il Protovangelo di Giacomo (matrimonio di Giuseppe e Maria) e il Vangelo dello pseudo-Matteo (fuga in Egitto). La seconda parte presenta materiale originale rispetto agli altri apocrifi. Innegabilmente sono presenti influssi delle credenze religiose dell'antico Egitto specialmente nel particolare della data della morte di Giuseppe, il 26 del mese di Epep = 20 luglio, nel quale si celebrava la risurrezione di Osiride.
Nel c. 26 è presente un vago accenno alla dottrina chiliastica che prevedeva la fine del mondo nell'anno 1000.